# Новое Село (Ярмолинецкий район)
Новое Село (укр. Нове Село) — село в Ярмолинецком районе Хмельницкой области Украины.
Население по переписи 2001 года составляло 815 человек. Почтовый индекс — 32152. Телефонный код — 3853. Занимает площадь 1,239 км². Код КОАТУУ — 6825888802.

## Местный совет
32151, Хмельницкая обл., Ярмолинецкий р-н, с. Томашовка